# Dryophytes eximius
Dryophytes eximius – gatunek płaza bezogonowego z rodziny rzekotkowatych (Hylidae).

## Taksonomia
Gatunek posiada kilka synonimów. Za jego synonim przez pewien czas uznawano też opisanego w 1939 roku Dryophytes wrightorum, jednak w 2001 roku Duellman ponownie uznał tę populację za osobny gatunek.

## Występowanie
Opisywany przedstawiciel bezogonowych jest endemitem Meksyku, występującym od Sierra Madre Zachodniej do Sierra Madre Wschodniej, Kordyliery Wulkanicznej i Sierra Madre Południowej. Preferuje on wysokości od 910 do 2900 metrów nad poziomem morza. Zasiedla tereny trawiaste, porośnięte mesquite, krzewami, lasem sosnowo-dębowym.

## Rozmnażanie
Przebiega w środowisku wodnym, w wodach stojących (stawy), jak i w strumieniach o wolnym nurcie. Zwierzęta preferują płytką wodę.

## Status
Obecnie występują liczne populacje niezagrożone wyginięciem. Trend liczebności populacji jest stabilny.